# Рехенберг
Рехенберг-Линтен (нем. von Rechenberg genannt Linten) — древний дворянский род.
Род внесён в дворянскую родословную книгу Нижегородской губернии.
Часть рода записана в дворянские книги Великого княжества Финляндского.

## История рода
Восходит к началу XVI века, происходит из Франконии и в последней четверти того же века переселился в Курляндию, где внесён в дворянский матрикул. Предок фамилии Рехенбергов - Эрнст фон Рехенберг, был уездным начальником в Растенбурге и советником в г. Мемель. За верные услуги от маркграфа Бранденбургского Албрехта пожалован (1530) в Растенбургском уезде местностями. Некоторые потомки этого рода находились в курфюрстской, а другие в российской службе, из числа которых Освальд Людвиг фон Рехенберг эзельским дворянством принят (1772) с потомками в дворянское достоинство и сочленен рыцарством.
- Рехенберг, Николай Александрович (1846—1908) — генерал-лейтенант, тайный советник, Выборгский губернатор.

## Описание гербов

#### Герб Рехенбергов 1785 г.
В Гербовнике Анисима Титовича Князева имеется печать с изображением герба фон Рехенберга Якова Остафьевича сходного с официально утвержденным: в щите, имеющим красное поле, изображена поднятая вверх, сжатая в кулак серебряная рука. Щит увенчан дворянским шлемом (без дворянской короны), их которого виден до половины выходящий серый козел, обращенный в левую сторону. Щитодержатели: с левой стороны оголённая, коронованная женщины с копьём в правой руке. С правой стороны щита изображены сверху, вниз: два знамени, секира, сабля и пушка. Намет в гербе отсутствует.

#### Герб. Часть VII. № 164.
Герб рода фон Рехенбергов: в щите, имеющим красное поле, изображена серебряная рука. Щит увенчан дворянским шлемом и короной, на поверхности которой виден выходящий козел, обращенный в левую сторону. Намёт на щите красный, подложенный серебром.